# Pachyphymus
Pachyphymus is een geslacht van rechtvleugeligen uit de familie veldsprinkhanen (Acrididae). De wetenschappelijke naam van dit geslacht is voor het eerst geldig gepubliceerd in 1922 door Uvarov.

## Soorten
Het geslacht Pachyphymus omvat de volgende soorten:
- Pachyphymus carinatus Dirsh, 1956
- Pachyphymus cristulifer Serville, 1838